# Agrostis gracililaxa var. mutica
Agrostis gracililaxa subsp. mutica é uma variedade de planta com flor pertencente à família Poaceae. 
A autoridade científica da variedade é Franco, tendo sido publicada em Botanical Journal of the Linnean Society 76(4): 337. 1978.

## Portugal
Trata-se de uma variedade presente no território português, nomeadamente no Arquipélago dos Açores.
Em termos de naturalidade é endémica da região atrás referida.

## Protecção
Encontra-se protegida por legislação portuguesa ou da Comunidade Europeia, nomeadamente pelo Anexo I da Convenção sobre a Vida Selvagem e os Habitats Naturais na Europa.